# Lenguas mboshi-buja
Las lenguas mboshi-buja son un grupo de lenguas bantúes, del que se conjetura podría formar un grupo filogenético, y que comprende un buen número de lenguas de la zona C de la clasificación de Guthrie. Se considera formado por tres subgrupos filogenéticos bien establecidos:
- Lenguas ngondi-ngiri (C10, y algunas de C30)
- Lenguas mboshi (C20)
- Lenguas buja-ngombe (C37, C41)

## Comparación léxica
Los numerales reconstruidos para diferentes ramas de las lenguas mboshi-buja son:
| GLOSA | PROTO- NGONDI- NGIRI | PROTO- MBOSHI | PROTO- BUJA- NGOMBE    | PROTO- MBOSHI- BUJA       |
| ----- | -------------------- | ------------- | ---------------------- | ------------------------- |
| '1'   | *-mɔ-ti              | *-ɸɔkɔ        | *-mo-                  | *-mɔ-                     |
| '2'   | *-bali               | *-baː         | *i-ɓale                | *-bali                    |
| '3'   | *-sato               | *-satu        | *i-ʦato                | *-ʦatu                    |
| '4'   | *-nai                | *-nai         | *i-nɛi                 | *-nai                     |
| '5'   | *-tano               | *-tanu        | *i-tano                | *-tanu                    |
| '6'   | *samano/ (*mo-toba)  | *o-toba       | *i-ʦamano/ *mo-toba(?) | *-ʦamano/ < *(mo-)tan-mo- |
| '7'   | *5+2                 | *ʦambo        | *ʦamo                  | *ʦam-bo (< *tan-bali)     |
| '8'   | *5+3/ (*mwambi)      | *mwambi       | *-nanai/ (*mwambi)     | *-nanai/ *mwambi          |
| '9'   | *5+4/ (*i-bwa)       | *i-bwa        | *i-bwa                 | *i-bwa                    |
| '10'  | *bope/ (*ʤomu)       | *ʤumi         | *ʣomu                  | *ʤumi                     |

Los términos entre paréntesis podrían ser préstamos procedentes de otra rama bantú o tal vez retenciones.
- Datos: Q6799764